# Mahesh Motiramani
Mahesh Motiramani (* 19. Februar 1954 in Bombay; † 17. April 2008 in München) war ein deutscher Schriftsteller und Literaturwissenschaftler indischer Abstammung.
Motiramani kam 1959 nach Hamburg. Nach dem Abitur studierte er dort zunächst Slawistik und promovierte 1982 über Die Funktion der literarischen Zitate und Anspielungen in Aleksandr Solzenicyns Prosa. 
Seine literarischen Vorbilder waren Daniil Charms und Nikolai Wassiljewitsch Gogol. 
Bekanntheit erreichte er mit seinem 2004 veröffentlichten Kurzprosa-Band Die Blumenbombe. Seine letzte Arbeitsstätte war das Goethe-Institut in München.
Er erlag am 17. April 2008 einer Krebserkrankung. 

## Werke
- Die Funktion der literarischen Zitate und Anspielungen in Aleksandr Solženicyns Prosa. Peter Lang., Frankfurt am Main [u. a.] 1983. (= Europäische Hochschulschriften; Reihe 16, Slawische Sprachen und Literaturen, Band 25) ISBN 3-8204-7812-4, zugleich: Hamburg, Universität, Dissertation, 1982
- Wie der Mond verschwand und andere seltsame Geschichten. Express-Edition, Berlin 1987, ISBN 3-88548-412-9
- Reise nach Watschenland. Fouqué Literaturverlag, Egelsbach [u. a.] 1998, ISBN 3-8267-4288-5
- Nur eine Affäre. Ed. Alhulia, Salobreña (Granada) 1999, ISBN 84-95136-27-9
- Seelenflucht. Allitera-Verlag, München 2003, ISBN 3-86520-007-9
- Die Blumenbombe. Allitera-Verlag, München 2004, ISBN 3-86520-060-5
- Annas Suche. Allitera-Verlag, München 2006, ISBN 3-86520-162-8
- Seither fließt mir Tinte aus allen zehn Fingern. Rosemie Motiramani, München 2012, ISBN 978-3-00-034997-3